# Башта сљезове боје
Башта сљезове боје је збирка кратких прича српског књижевника Бранка Ћопића. Први пут је објављена 1970. у издању Српске књижевне задруге (коло 63 ; књ. 423). Збирка је подељена на два циклуса. Први циклус под називом „Јутра плавог сљеза“, састоји се из тринаест прича, и у њему се приповеда о времену непосредно после Првог светског рата. Све осим последње су обликоване аутобиографски. Осим дечака Бранка у њима се појављује његов деда Раде, стриц Ниџо и низ живописних становника Босанске Крајине. Иако је свака прича у овом циклусу независна, оне се међусобно могу повезати у јединствену целину, јер су повезане истим ликовима, простором, временом, амбијентом, али и истим идејама, осећањима и значењем. У овом циклусу се налазе антологијске приче: Поход на мјесец, Чудесна справа и Башта сљезове боје, по којој је читава збирка добила име.
Други циклус Дани црвеног сљеза садржи 21 причу. У њему се приповеда о догађајима из Другог светског рата и послератног периода. Овај циклус је тематски разнороднији, али је и мање јединствен од првог. Иако поједине приче чувају ведрину и хумор препознатљив у Ћопићевим остварењима, „Дани црвеног сљеза“ су обојени мрачнијим тоновима и разочарањем. Песимистични поглед на свет је посебно уочљив у последњој причи, „Заточник“, у којем се приповеда о лику бившег партизанског митраљесца Стевана Батића, кога након рата власти заборављају.
Башта сљезове боје посвећена је Зији Диздаревићу, књижевнику и Ћопићевом пријатељу који је убијен у концентрационом логору Јасеновац. Ова посвета у форми писма уједно је и предговор самој збирци. Убиству пријатеља и разорним силама зла које владају у овом свету Ћопић се супротставља писаном речју и причама о људској доброти. Како истиче: „Свак се брани својим оружјем, а још увијек није искована сабља која може сећи наше месечине, насмијане зоре и тужне сутоне.” Збирка је награђена Његошевом наградом. Део је школске лектире у образовном систему Србије и Босне и Херцеговине.